# Châtel-de-Neuvre
Châtel-de-Neuvre är en kommun i departementet Allier i regionen Auvergne-Rhône-Alpes i de centrala delarna av Frankrike. Kommunen ligger  i kantonen Le Montet som ligger i arrondissementet Moulins. År 2022 hade Châtel-de-Neuvre 557 invånare.

## Befolkningsutveckling
Antalet invånare i kommunen Châtel-de-Neuvre
Referens: INSEE